# David di Donatello 1962
La 7a edició dels premis David di Donatello, concedits per l'Acadèmia del Cinema Italià va tenir lloc el 29 de juliol de 1962 al Teatre grecoromà de Taormina. El premi consistia en una estatueta dissenyada per Bulgari.

## Guanyadors

### Millor director
- Ermanno Olmi - Il posto

### Millor productor
- Angelo Rizzoli - Mondo Cane (ex aequo)
- Dino De Laurentiis - Una vita difficile (ex aequo)

### Millor actor
- Raf Vallone - Uno sguardo dal ponte

### Millor actriu estrangera
- Audrey Hepburn - Esmorzar amb diamants (Breakfast at Tiffany)

### Millor actor estranger
- Anthony Perkins - No em diguis adéu (Goodbye Again) (ex aequo)
- Spencer Tracy - Els judicis de Nuremberg (Judgment at Nuremberg) (ex aequo)

### Millor pel·lícula estrangera
- Els judicis de Nuremberg (Judgment at Nuremberg), de Stanley Kramer

### David especial
- Lea Massari, per la seva interpretació a Una vida difícil i I sogni muoiono all'alba
- Marlene Dietrich, per la seva interpretació a Els judicis de Nuremberg